# Поцо (Порденоне)
Поцо је насеље у Италији у округу Порденоне, региону Фурланија-Јулијска крајина.
Према процени из 2011. у насељу је живело 1025 становника. Насеље се налази на надморској висини од 9 м.